# Біла (притока Боромлі)
Біла — річка в Україні, в межах Охтирського району Сумської області. Права притока річки Боромля (басейн Дніпра).

## Опис
Довжина річки бл. 12 км. Витоки розташовані на західній околиці і в межах села Буймер. Тече на схід/південний схід. Впадає до Боромлі на схід від села Білка.